# Freqüència cardíaca

Freqüència cardíaca màxima segons l'edat i algunes de les fórmules de càlcul.

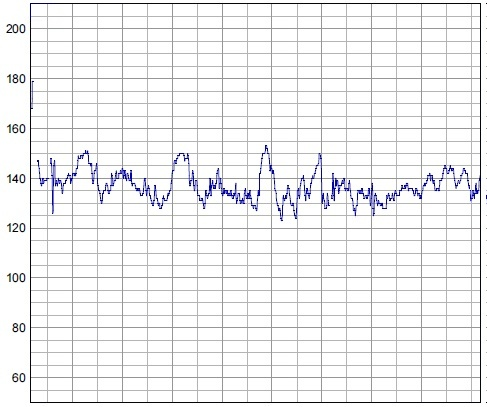
Monitorització de la freqüència cardíaca fetal. 30 setmanes d'embaràs.

La freqüència cardíaca és el nombre de batecs del cor o pulsacions per unitat de temps. La seva mesura es realitza en unes condicions determinades (repòs o activitat) i s'expressa en batecs per minuts (BPM). La mesura del pols es pot fer en diferents punts, sent els més habituals el canell, al coll (sobre la caròtide) o al pit. Amb independència de la tècnica de mesura, el procediment que es recomana seguir, per evitar errors en la mesura i perquè els valors obtinguts siguin comparables, és el següent:
1. Mesurar la FC en condicions de repòs, en un local a temperatura ambient (20-24 °C) i en posició asseguda.
2. Realitzar la mesura de la FC mitjançant palpació física 1 minut abans de fer la mesura de la pressió sanguínia.
3. Repetir dues vegades el mesurament i calcular el valor mitjà.

És molt important l'esport, ja que mostra l'adaptació a l'exercici que es va produint en l'esportista.
La freqüència cardíaca en repòs depèn de la genètica, l'estat físic, l'estat psicològic, les condicions ambientals, la postura, l'edat i el sexe. Un adult sa en repòs té generalment el pols en el rang 60-100. Durant l'exercici físic, el rang pot pujar a 150-200. Durant el son i per a un atleta jove en repòs, el pols bé pot estar en el rang 40-60.